# گارتس، روگن
شهر گارتس/روگندر ایالت مکلنبورگ-فورپومرن در کشور آلمان واقع شده‌است.